# Schalk Burgerstraat (Den Haag)
De Schalk Burgerstraat is een straat in Den Haag, in het Transvaalkwartier in het stadsdeel Centrum.
Aan het begin van de straat ligt bij de Delftselaan het wijkpark Transvaal en het Schalk Burgerplein.
De straat eindigt op de Hoefkade bij het Veluweplein.
Deze straat is vernoemd naar Schalk (Willem) Burger, een man uit de bevolkingsgroep de Boeren (Afrikaners) in het gebied Transvaal in Zuidelijk Afrika, die door omstandigheden militair en politicus werd. Ook in Amsterdam, Leeuwarden, Rotterdam en Tilburg zijn straten naar deze Schalk Burger genoemd.

## Gebouwen
Op de gemeentelijke monumentenlijst van Den Haag staan:
- de (voormalige) Julianakerk, met kosterswoning, op Schalk Burgerstraat 217-219, uit 1926, ontworpen door Gijs van Hoogevest (1887-1961) in de stijl van de Amsterdamse School.[1]
- het schoolgebouw van de Dr. C.E. van Koetsveldschool op Schalk Burgerstraat 383 uit 1924, in opdracht van de Haagse christelijke woningcorporatie Patrimonium gebouwd, in de stijl van Um 1800.[2] Er zijn hier verscheidene scholen geweest.[3] Tegenwoordig is hier een vestiging van de islamitische basisschool Yunus Emre.[4][5]
- de voormalige Ambachtsschool uit 1932 op De la Reyweg 628/Veluweplein 1/Schalk Burgerstraat 425.[6]

### Tramverkeer
In 1911 is tramlijn 12 de eerste tramlijn in de straat; echter maar in één richting, en alleen tussen Paul Krugerlaan en Scheepersstraat. In 1916 gaat tramlijn 6 ook zo rijden. In juli 1925 gaat lijn 6 vanaf het Hobbemaplein via de Kempstraat en Schalk Burgerstraat tot aan de hoefkade rijden. Het eindpunt is gewoon op straat. In augustus 1925 gaat lijn 6 "om en om" naar Regentesselaan of Hoefkade rijden. De straat heeft dus twee delen met rails. In 1927 krijgt het deel naar de Hoefkade lijnnummer 13 (4e), gaan lijn 6 & 12 in beide richtingen rijden via Paul Krugerlaan en Herman Costerstraat; de route door de Scheepersstraat vervalt. Alleen tussen Kempstraat en Hoefkade is er dan nog rails; lijn 13 wordt in 1938 verlengd naar keerlus pal voor het Zuiderpark en in 1952 opgeheven. Sindsdien rijd er geen tram meer door de straat.